# André Pinto Teixeira
André Pinto Teixeira é um tradutor de língua japonesa, conhecido principalmente pelo seu trabalho de tradução japonês-português (europeu) nas áreas da literatura, cinema e banda desenhada. Traduziu autores como Seichō Matsumoto, Asako Yuzuki, Keigo Higashino, Hisashi Kashiwai, Hiro Arikawa, Sanaka Hiiragi e o mestre mangaká Hiroshi Hirata, bem como volumes das edições portuguesas de mangá de A menina que veio do outro lado (とつくにの少女), Butterfly Beast II, O meu casamento feliz (manga), Blue Lock, Assassination Classroom, My Hero Academia, One Piece e Spy x Family. Para além do idioma japonês, traduz pontualmente também a partir do Chinês Mandarim. É igualmente autor e poeta em nome próprio, tendo sido finalista do Prémio Literário Glória de Sant'anna 2022, na modalide de Poesia. É membro da International Association of Hyperpolyglots.

## História
Enquanto autor, lançou o livro de poesia Historiografia da Analepse (Novembro 2021), obra finalista do Prémio Literário Glória de Sant'anna 2022. Ademais, foi um dos co-autores da Antologia de contos Mens Sana (Livros de Ontem, 2016) e do terceiro volume da Revista Lote (2021). Recebeu distinções em variados prémios literários, entre os quais o Prémio José Luís Peixoto, pelo conto Os cães selvagens rosnam perguntas, uma menção especial no Prémio Maria Amália Vaz de Carvalho pela novela No berço das estrelas, e variadas menções honrosas no Prémio Takemoto da Associação Nikkei Bungaku do Brasil, pela tradução de contos do Japonês para Português.
A 30 de Janeiro de 2020, colaborou pela primeira vez com o jornal Público, contribuindo com artigos de opinião para o site P3.
Em 2020, colaborou como tradutor no projecto HELP YOU, uma iniciativa sem fins lucrativos sedeada em Niigata, Japão, com o propósito de facilitar o diálogo entre profissionais de saúde japoneses e residentes estrangeiros no país. Após o lançamento do folheto HELP YOU em inglês, seguiu-se, em 2022, o lançamento da aplicação MIKKE, com o mesmo fim de remover as barreiras linguísticas em meio clínico e hospitalar.
A 21 de Novembro de 2020, foi um dos painelistas da conferência 14.ª Conferência de Estudos Asiáticos, subordinada ao tema Voiced and Voiceless in Asia, dinamizada pela Universidade Palacký em Olomouc (Chéquia). Ali, apresentou um artigo académico sobre o problema de discriminação buraku (部落) no Japão contemporâneo. Desta conferência, resultou o volume homónimo publicado em Junho de 2023.
No dia 25 de Setembro de 2021, representou Portugal no Dia Europeu das Línguas, dinamizado pelo European Union National Institutes for Culture (EUNIC), apresentando um haiku de sua autoria escrito em Português. O haiku foi traduzido para Japonês pela poetisa Yōko Fujiwara (藤原 暢子).
A 4 de Novembro de 2021, estreia no Cinema City Alvalade, em Lisboa, o filme Mulheres de Ginza (1955), realizado por Kōzaburō Yoshimura, com tradução directa do japonês por André Pinto Teixeira. Este filme, nunca antes exibido em território português, foi curado e distribuído pela distribuidora cinematográfica The Stone and The Plot, no âmbito do ciclo "Mestres Japoneses Desconhecidos". A 3 de Outubro de 2022, é anunciado o segundo ciclo, contando com a tradução directa do japonês por André Pinto Teixeira do filme A mulher que eu abandonei (私が棄てた女) realizado por Kirio Urayama em 1969. Em Novembro de 2023, estreia a terceira edição do ciclo, do qual consta o filme O som do nevoeiro (霧の音), realizado por Hiroshi Shimizu em 1956, e com revisão da tradução por André Pinto Teixeira.
No dia 24 de Novembro de 2021, foi o intérprete Japonês-Português do autor Gonçalo M. Tavares, durante o 5.º Festival de Literatura Europeia, em Tóquio.

## Traduções publicadas
- A papelaria Tsubaki (ツバキ文具店), de Hiro Arikawa, Presença, 2025.
- A livraria do tio Takashima (古本食堂), de Hika Harada, Bertrand, 2025.
- O café dos gatos mensageiros (伝言猫がカフェにいます), de Nagi Shimeno. Presença, 2025.
- Manteiga (バター), de Asako Yuzuki. Casa das Letras, 2025.
- Sensor (センサー), de Junji Ito. Presença 2025.
- O gato que salvava bibliotecas (君を守ろうとする猫の話), de Sōsuke Natsukawa. Presença 2025.
- Tóquio Express (点と線), de Seichō Matsumoto (1958). Presença, 2025.
- A floresta de lã e aço (羊と鋼の森), de Natsu Miyashita. Presença, 2025.
- Blue Lock, Volumes 1-3. Distrito Manga (Penguin Random House), 2025.
- O gato que nunca partiu (みとりねこ), de Hiro Arikawa. Presença, 2024.
- O meu casamento feliz (わたしの幸せな結婚), de Akumi Agitogi, Rito Kohsaka e Tsukiho Tsukioka. Volumes 1-4. Presença, 2024-.
- O café da lua cheia (満月珈琲店の星詠み), de Mai Mochizuki. Singular, 2024.
- A pequena loja dos grandes milagres (ナミヤ雑貨店の奇蹟), de Keigo Higashino. Presença, 2024.
- O destino da livraria de Kichijōji (書店ガール), de Kei Aono. Singular, 2024.
- O gato que nos visitou (猫の客), de Takashi Hiraide. Editorial Presença, 2024.
- Grãomestre do Demonismo (魔道祖师), de MXTX. Editorial Presença, 2024-Presente. ※Traduzido do Chinês em parceria com Zeng Yaqi.
- Eu estou sempre contigo, de Saeko Inui. Editorial Presença, 2024.
- Butterfly Beast II (蝶獣戯譚II), de Yuka Nagate. Seita da BD, 2024.
- O Preço da Desonra (首代引受人), de Hiroshi Hirata. Seita da BD, 2023.
- A Lanterna das Memórias Perdidas (人生写真館の奇跡), de Sanaka Hiiragi. Porto Editora, 2023.
- Os mistérios do restaurante Kamogawa (鴨川食堂), de Hisashi Kashiwai. Topseller, 2023.
- A menina que veio do outro lado (とつくにの少女), de Nagabe, volumes 1-11. Editorial Presença, 2023-Presente.
- Quando vires um gato branco (百貨の魔法), de Saki Murayama. Editorial Presença, 2023.
- O que procuras está na biblioteca (お探し物は図書室まで), de Michiko Aoyama. Lua de Papel 2022.
- One Piece omnibus volume 1, de Eiichirō Oda. Devir Portugal 2022.
- Spy x Family volumes 1-8. Devir Portugal.
- My Hero Academia volumes 1-18. Devir Portugal.
- Assassination Classroom, volumes 6, 8-21. Devir Portugal.

## Filmes traduzidos
- Yōko, a delinquente (非行少女ヨーコ), de Yasuo Furuhata (1966). Mestres Japoneses Desconhecidos IV (Stone and the Plot, Janeiro 2025)
- Roída até ao osso (骨までしゃぶる), de Tai Katō (1966). Mestres Japoneses Desconhecidos IV (Stone and the Plot, Janeiro 2025)
- O som do nevoeiro (霧の音), de Hiroshi Shimizu (1956). Mestres Japoneses Desconhecidos III (Stone and the Plot, Novembro 2023)
- A mulher que eu abandonei (私が棄てた女), de Kirio Urayama (1969). Mestres Japoneses Desconhecidos II (Stone and the Plot, Novembro 2022)
- Mulheres de Ginza (銀座の女), de Kōzaburō Yoshimura (1955). Mestres Japoneses Desconhecidos I (Stone and the Plot, Novembro 2021)